# Souk El Zrayiia
Le souk El Zrayiia (arabe : سوق الزرايعية soit « souk des vendeurs de semences ») est l’un des souks de la médina de Sfax.
Ce marché se situe entre la placette Ahmed-Bey (dite aussi Rahbet Enneêma ou Rahbet Ettâam) et le souk El Trouk. Il aurait été connecté au souk El Kamour via la rue El Sayaghine et par la suite au souk El Fakkahine via la rue des Aghlabides.